# Halles universitaires de Louvain
Les halles universitaires de Louvain (en néerlandais : Universiteitshal Leuven), de style gothique, sont les anciennes halles aux draps de la ville de Louvain, dans la province du Brabant flamand en Belgique.
Elles constituent le bâtiment principal de la KU Leuven (Katholieke Universiteit Leuven) issue de la scission en 1968 de l'Université catholique de Louvain en une université néerlandophone et une université francophone, et abritent entre autres le rectorat et le service administratif des étudiants.

## Localisation
Les halles universitaires se dressent au numéro 22 de la rue de Namur (Naamsestraat), une rue importante du centre de Louvain le long de laquelle on trouve de nombreux monuments comme l'hôtel de ville, l'église Saint-Michel, la Maison van 't Sestich ou encore l'église Saint-Quentin.

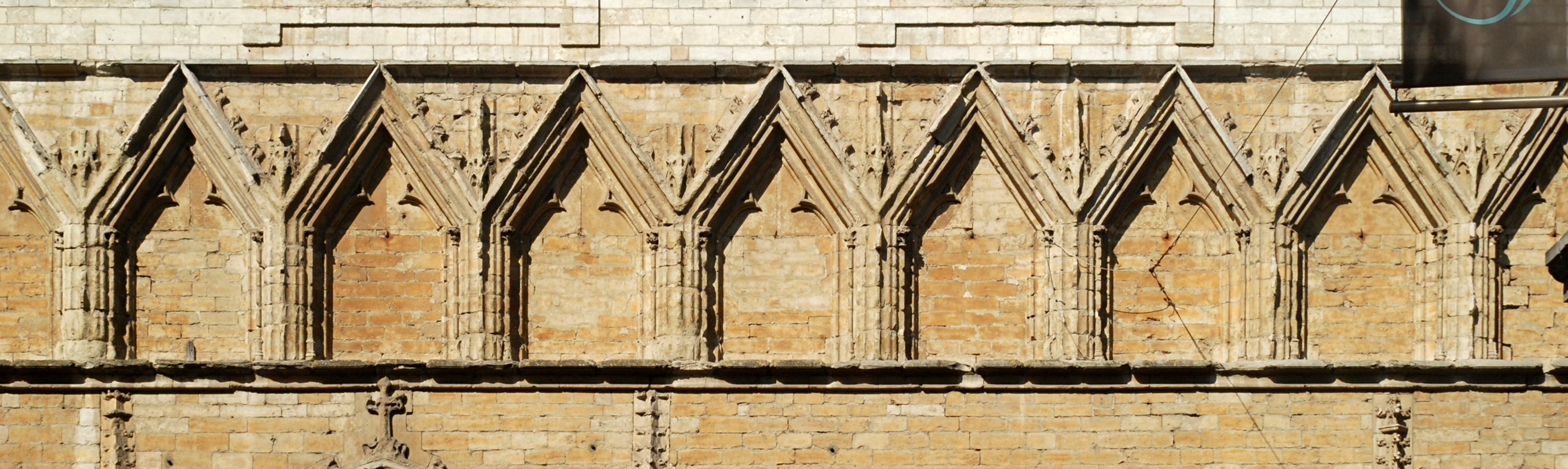
Niches gothiques de la façade de la rue de Namur.

## Historique
Les halles aux draps de Louvain sont construites à partir de 1317 par les architectes Jan Stevens, Arnout Hore et Goert Raes (Jean Stevens, Arnould Hore et Godefroid Raes),.
Une moitié des halles est cédée à l'Université de Louvain lors de sa fondation en 1425. Elles sont restaurées en 1459 par Mathieu de Layens,, puis subissent des transformations en 1481 par le même architecte et d'autres encore en 1564.
L'autre moitié des halles est cédée à l'université en 1679. L'aile de la rue de Namur est surélevée à cette occasion en style baroque, et l'université y aménage quatre grands auditoriums.
Une aile dite « aile Réga », attribuée traditionnellement à l'architecte bruxellois Gaspar Larchier, est ajoutée en 1723-1731 en direction du Oude Markt (Vieux Marché) pour accueillir la bibliothèque de l'université.
Les halles abritent la bibliothèque de l'université jusqu'à la Première Guerre mondiale mais le bâtiment est ravagé par un incendie dans la nuit du 25 au 26 août 1914. L'édifice est restauré en 1921-1922 par Maurice Antoine Van Ysendyck.

## Architecture

### Façade principale

#### Portails
La façade principale des halles universitaires, orientée vers l'est, se déploie le long de la rue de Namur (Naamsestraat).
Le rez-de-chaussée correspond à la halle aux draps gothique tandis que l'étage de onze travées, ajouté en 1680-1690, présente un style baroque sobre.
Le rez-de-chaussée gothique est percé de cinq portails : quatre  portails ogivaux, tous différents par leur linteau, leurs piédroits, leur tympan et la décoration de leur arc, et un portail rectangulaire surmonté d'un encadrement regroupant trois niches dont les deux extrêmes sont ornées d'un trèfle.
Entre ces portails, la façade est percée de fenêtres à meneau de pierre, groupées par quatre au centre et par deux aux extrémités.

Les cinq portails de la façade principale
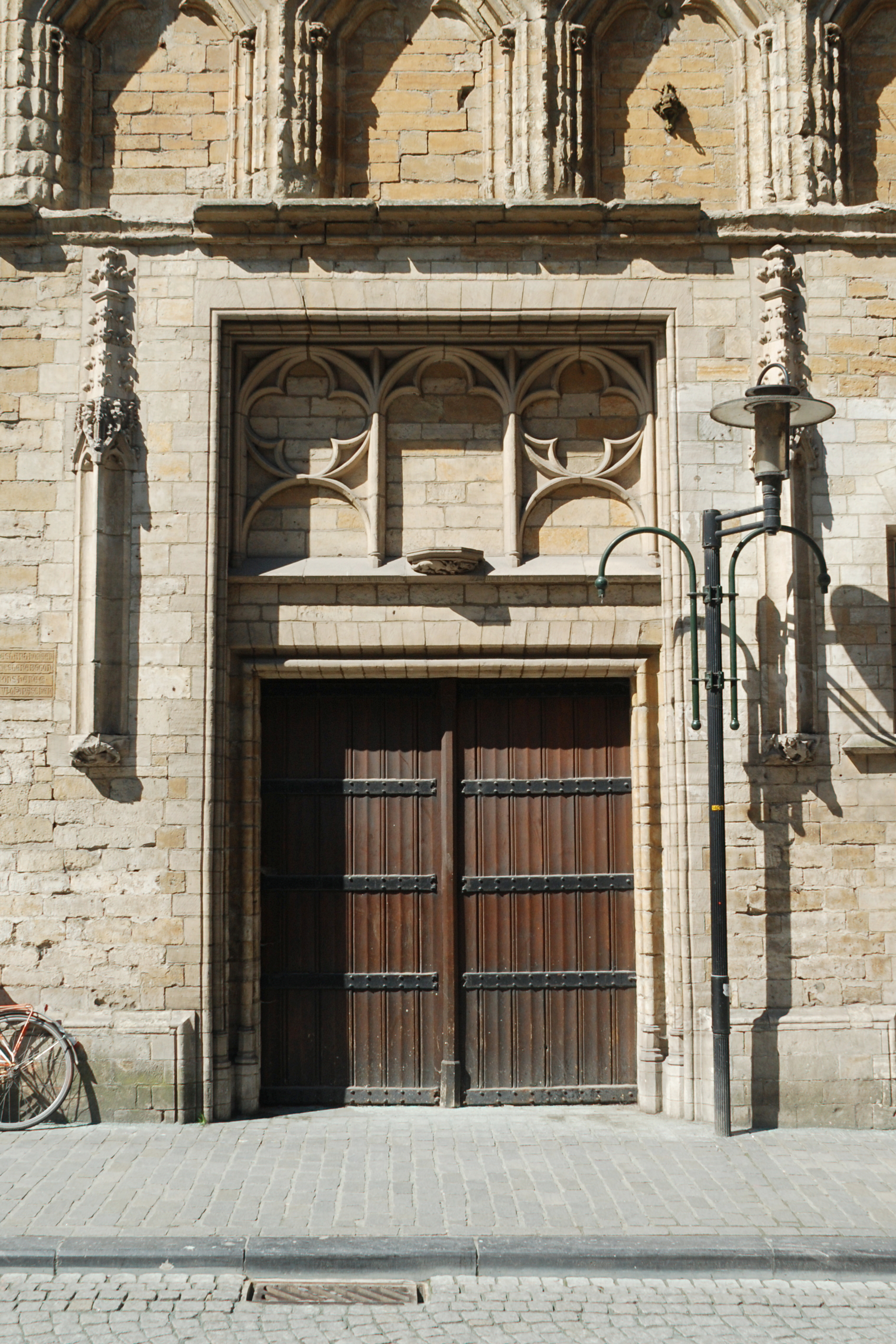
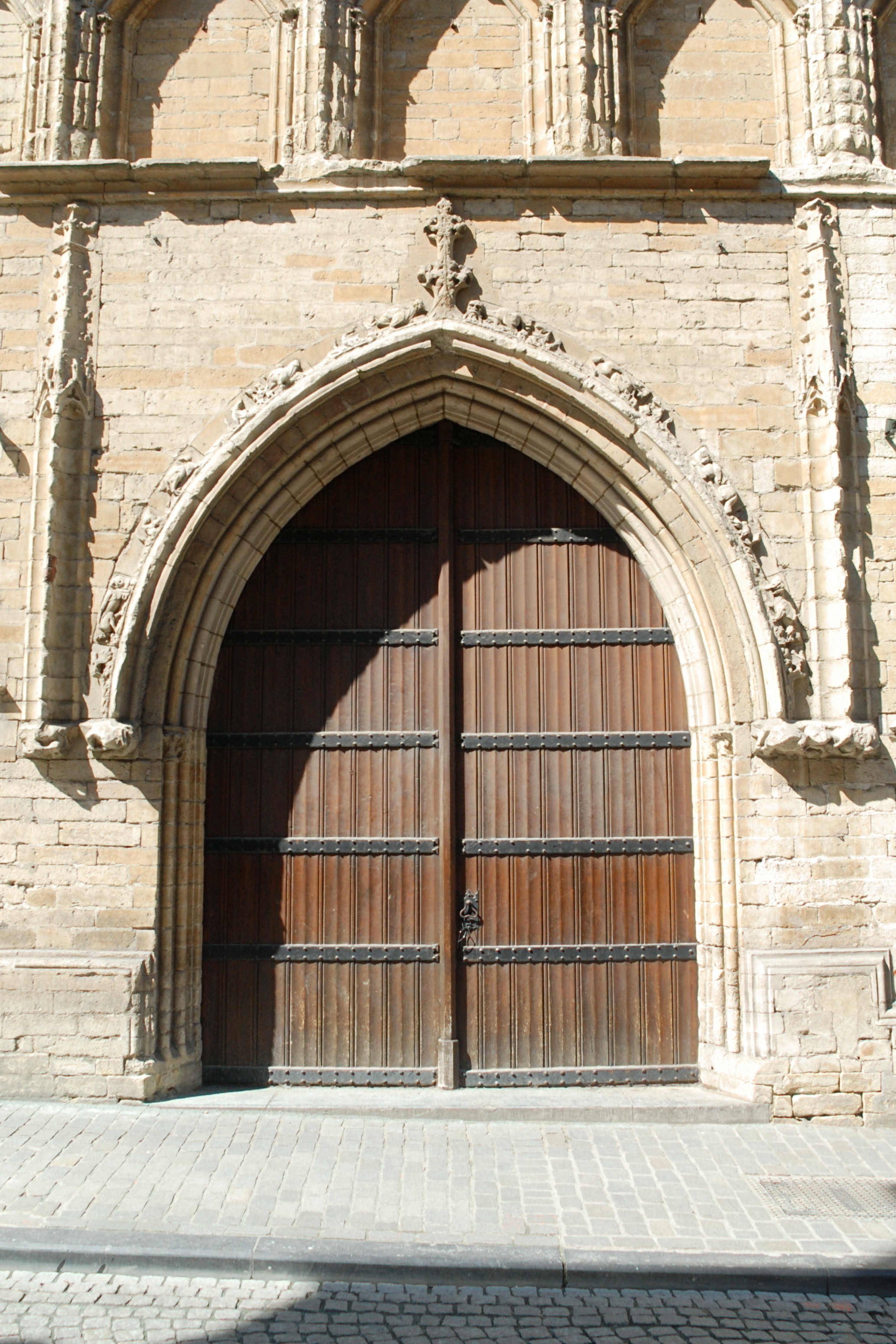
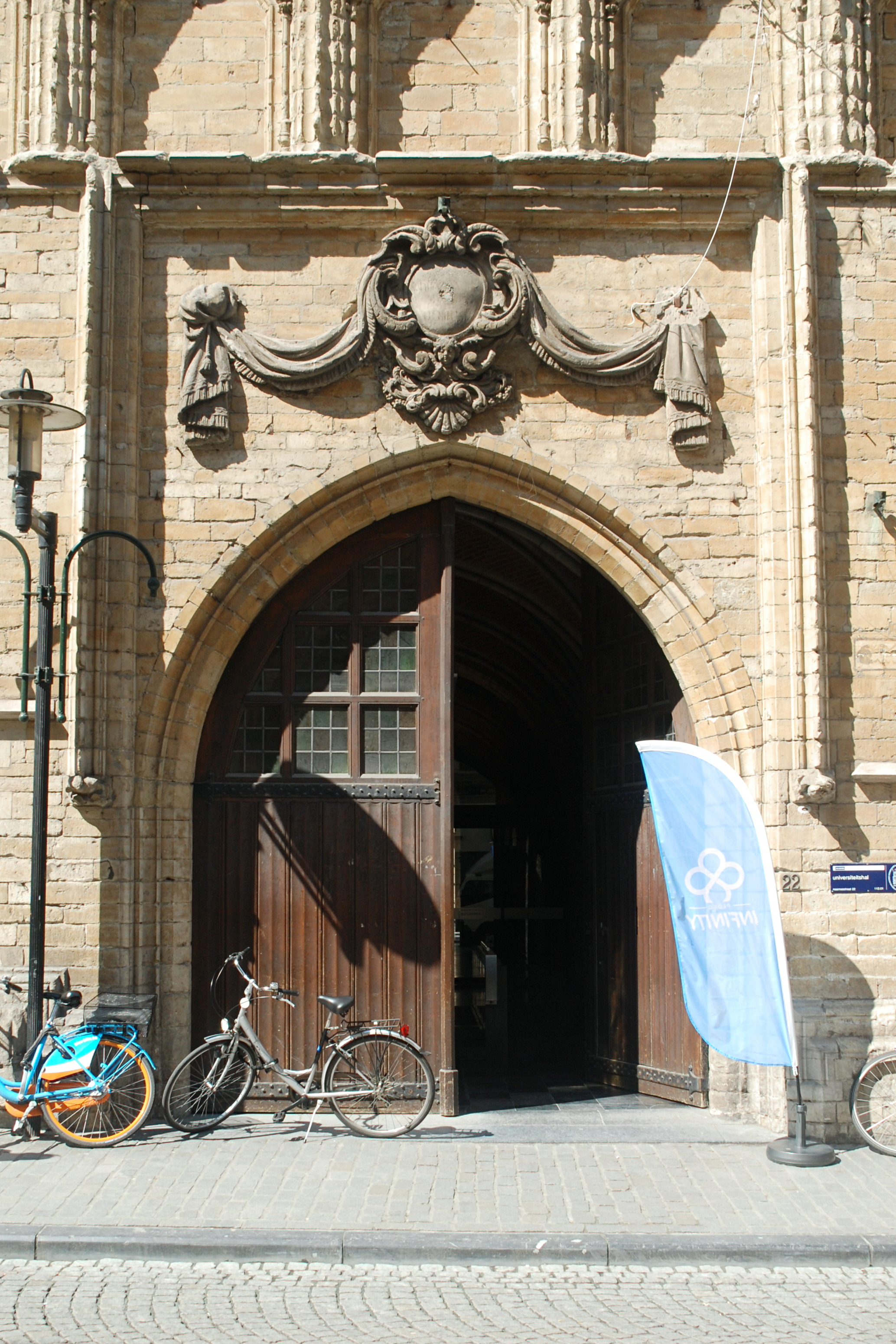
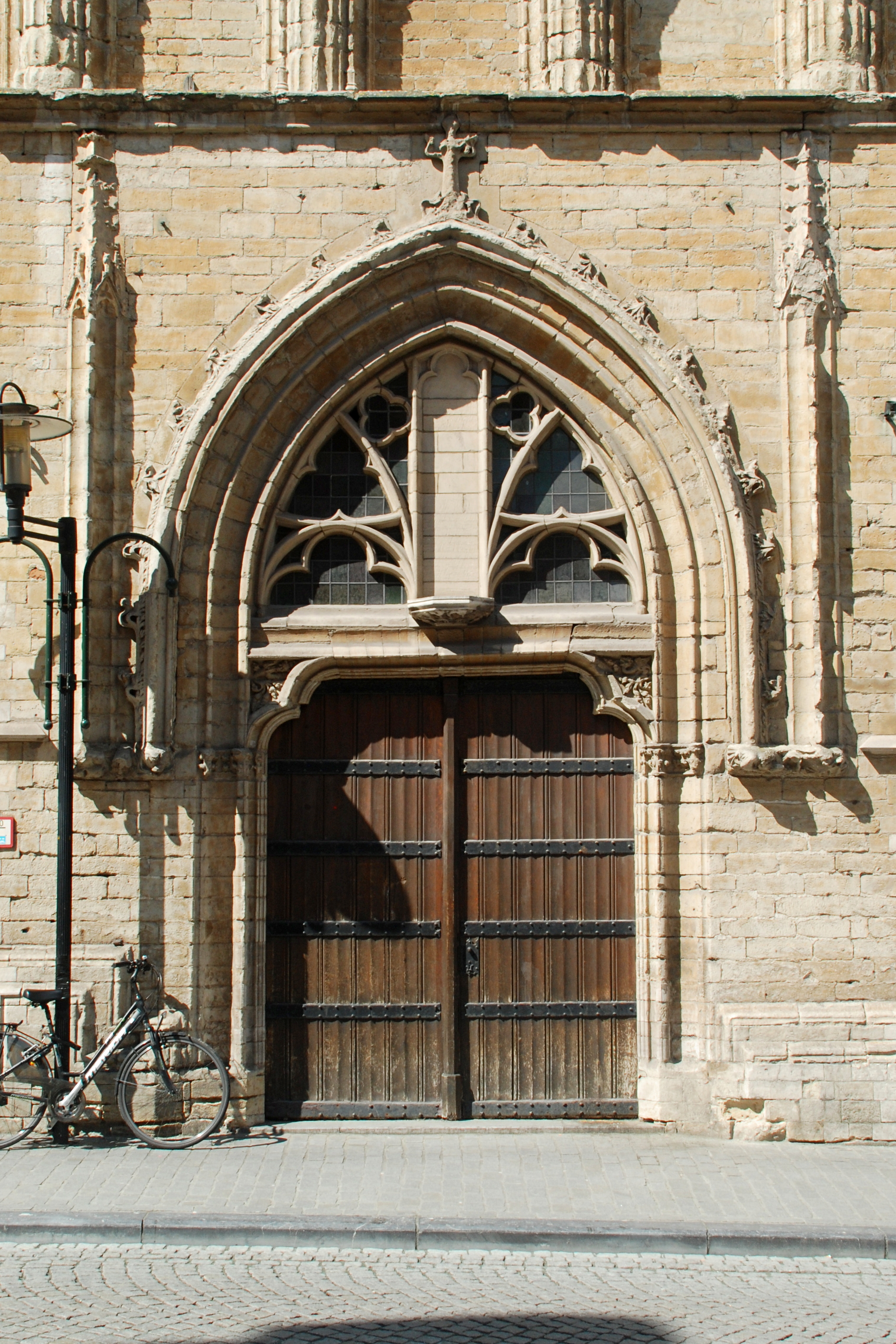
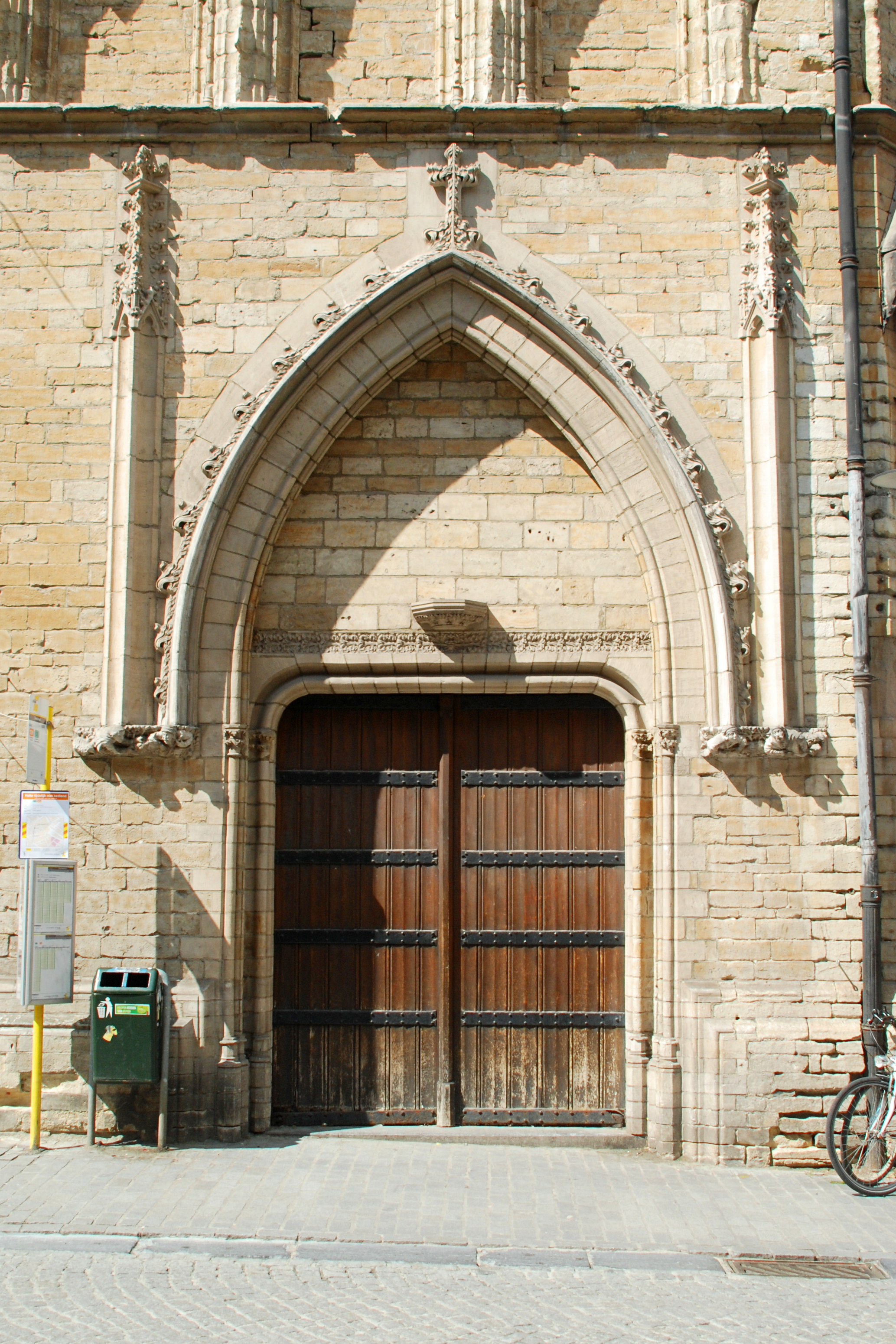

#### Ornements

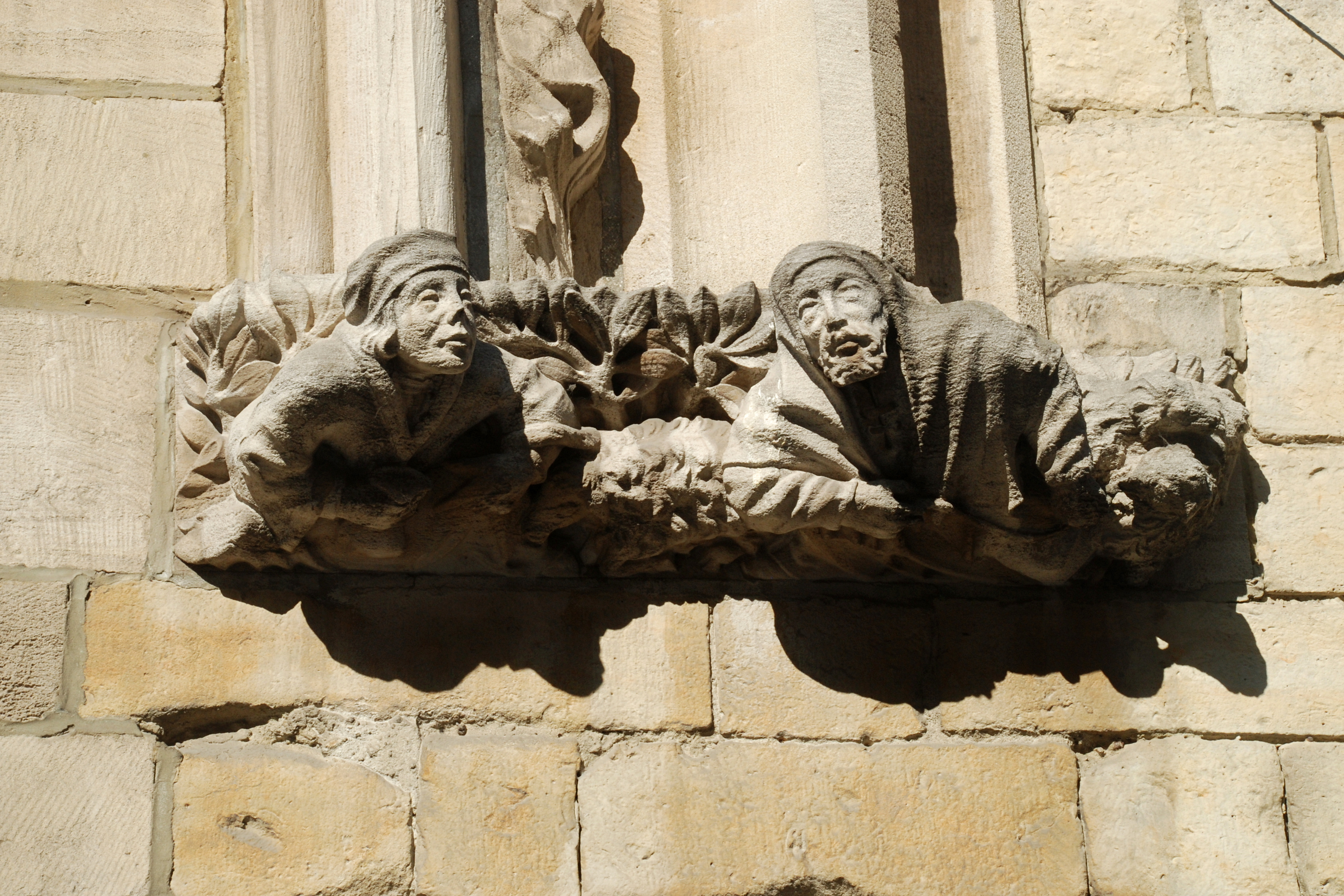
Cul-de-lampe du portail nord.

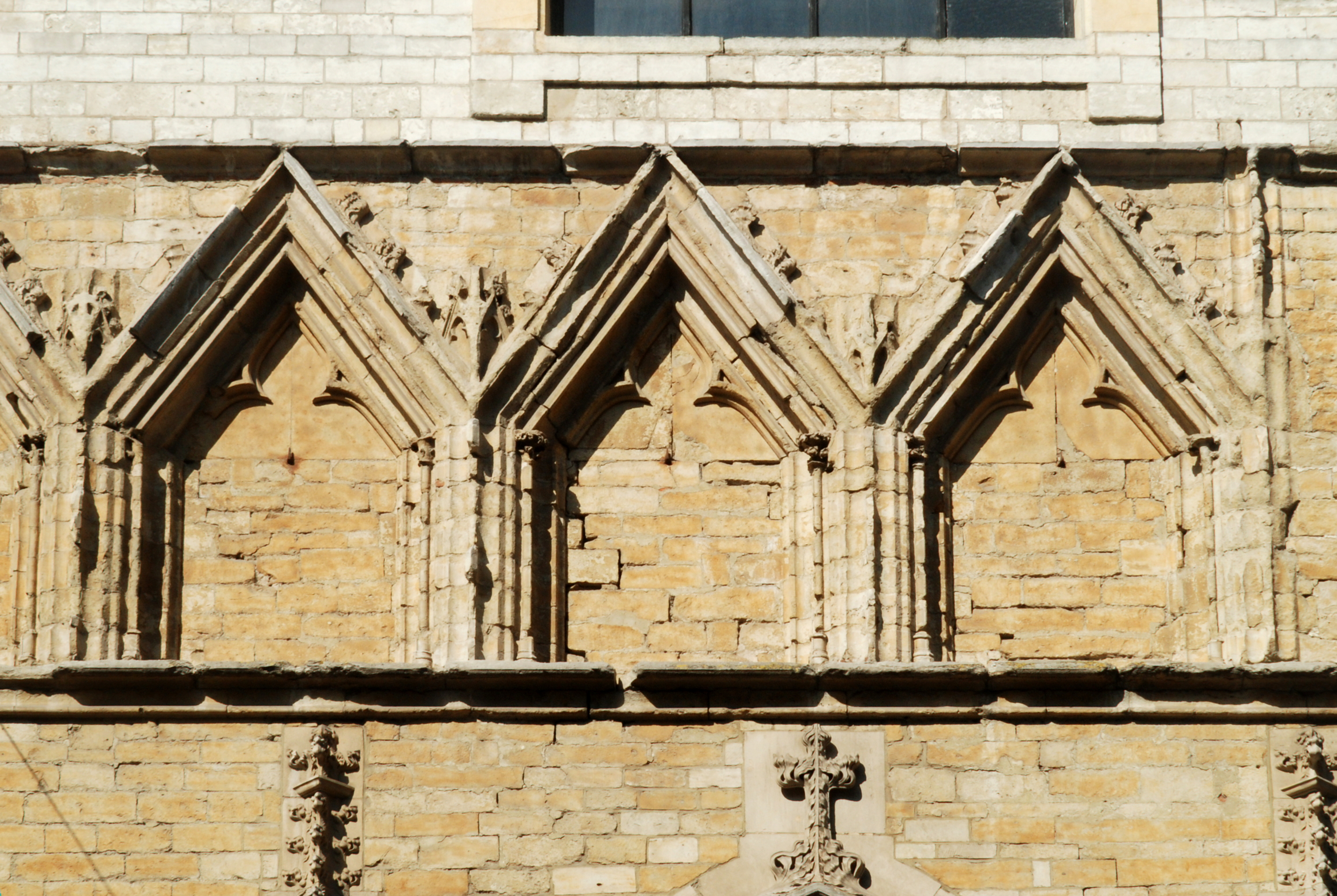
La frise de niches en forme de mitre.

Au-dessus de l'arc du portail central, prend place un grand cartouche de style baroque portant la mention « Sapientia aedificavit sibi domum » (« La sagesse s'est construit une maison »).
L'ornementation de ces portails intègre également des fleurons, des culs-de-lampe, des pinacles et des motifs animaux et végétaux typiques du style gothique.
Au-dessus de ces portails et fenêtres court une large frise de niches surmontées d'arcs en mitre qui alternent avec des pinacles, et dans lesquelles sont inscrits des arc trilobés ogivaux.

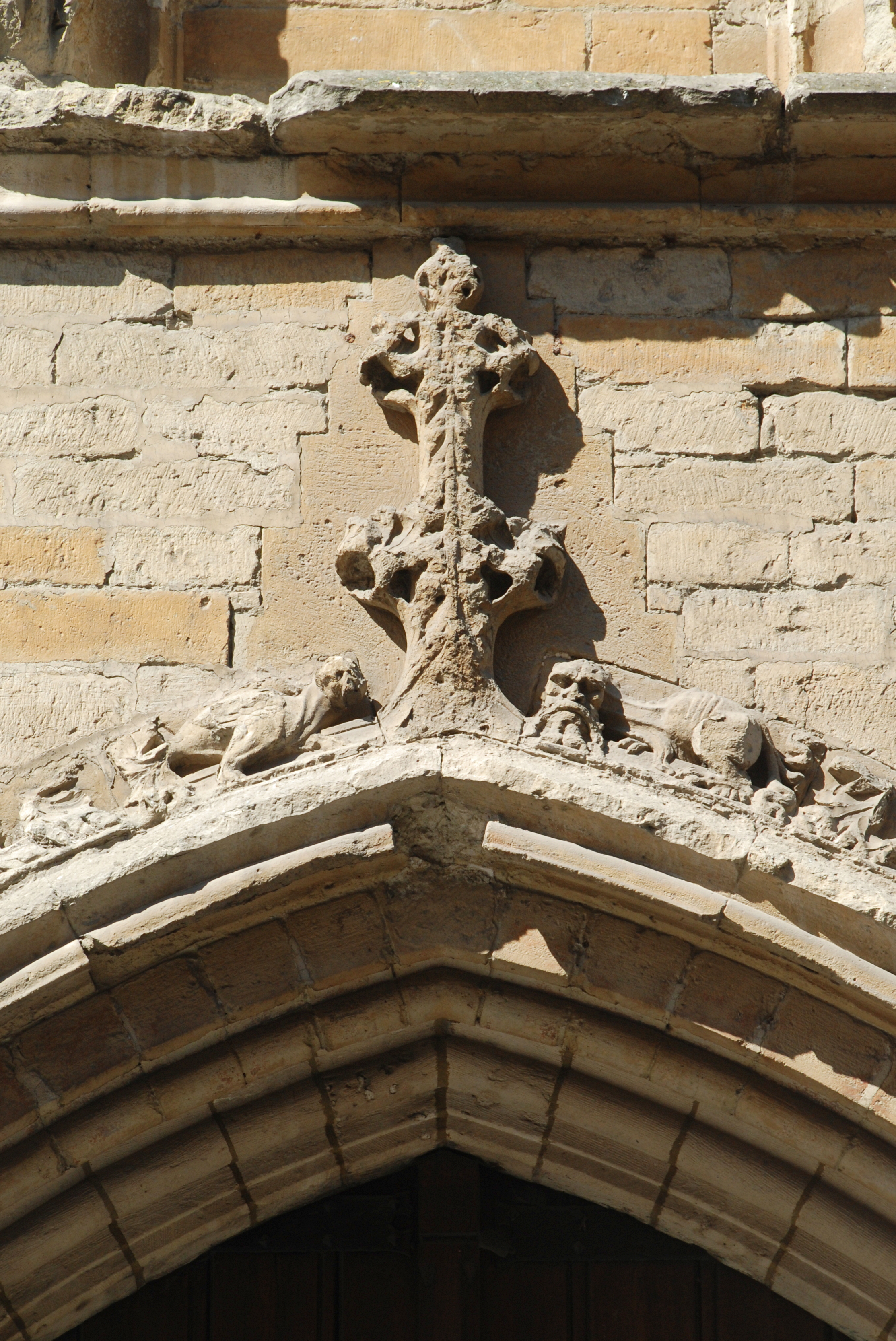
Fleuron.
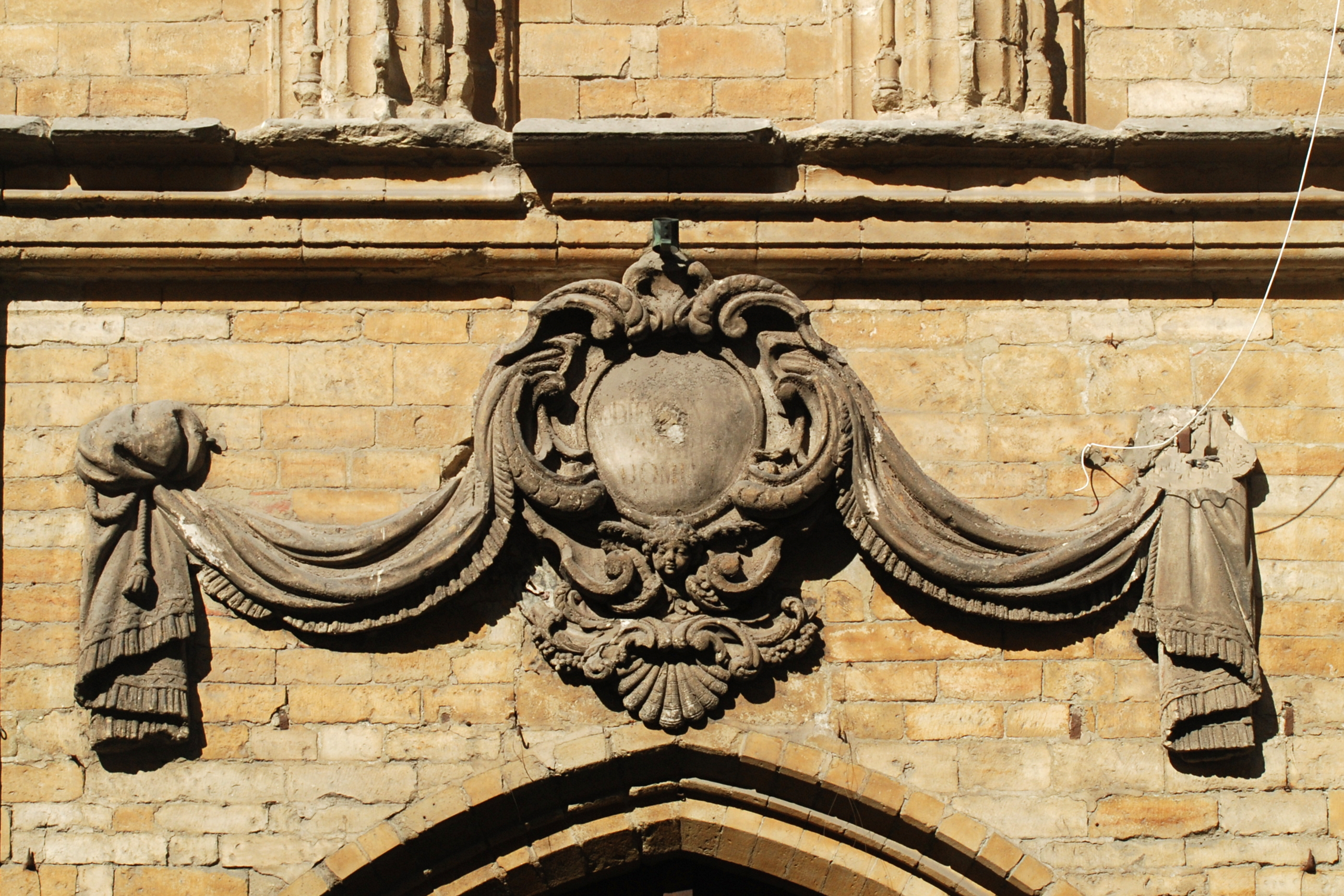
Le cartouche baroque.
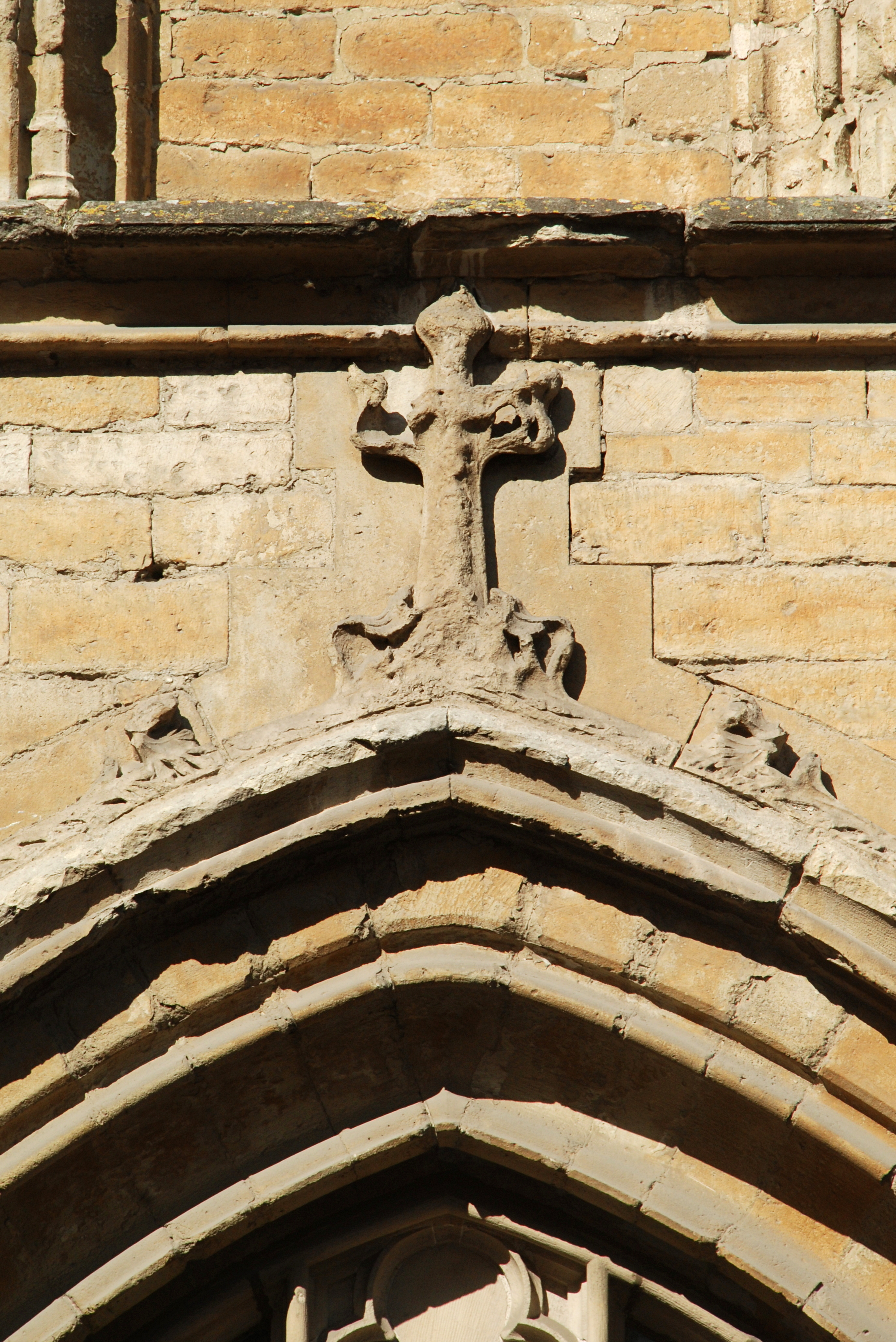
Fleuron.

### Façade sud
La façade sud, disposée le long de la Krakenstraat, est beaucoup plus courte et ne compte que quatre travées.
Elle présente un beau portail cintré au linteau chantourné dont le tympan trilobé est flanqué d'écoinçons ornés d'anges.
Le larmier qui protège l'arc repose sur des culs-de-lampe historiés et son extrados est orné de motifs animaux et végétaux.

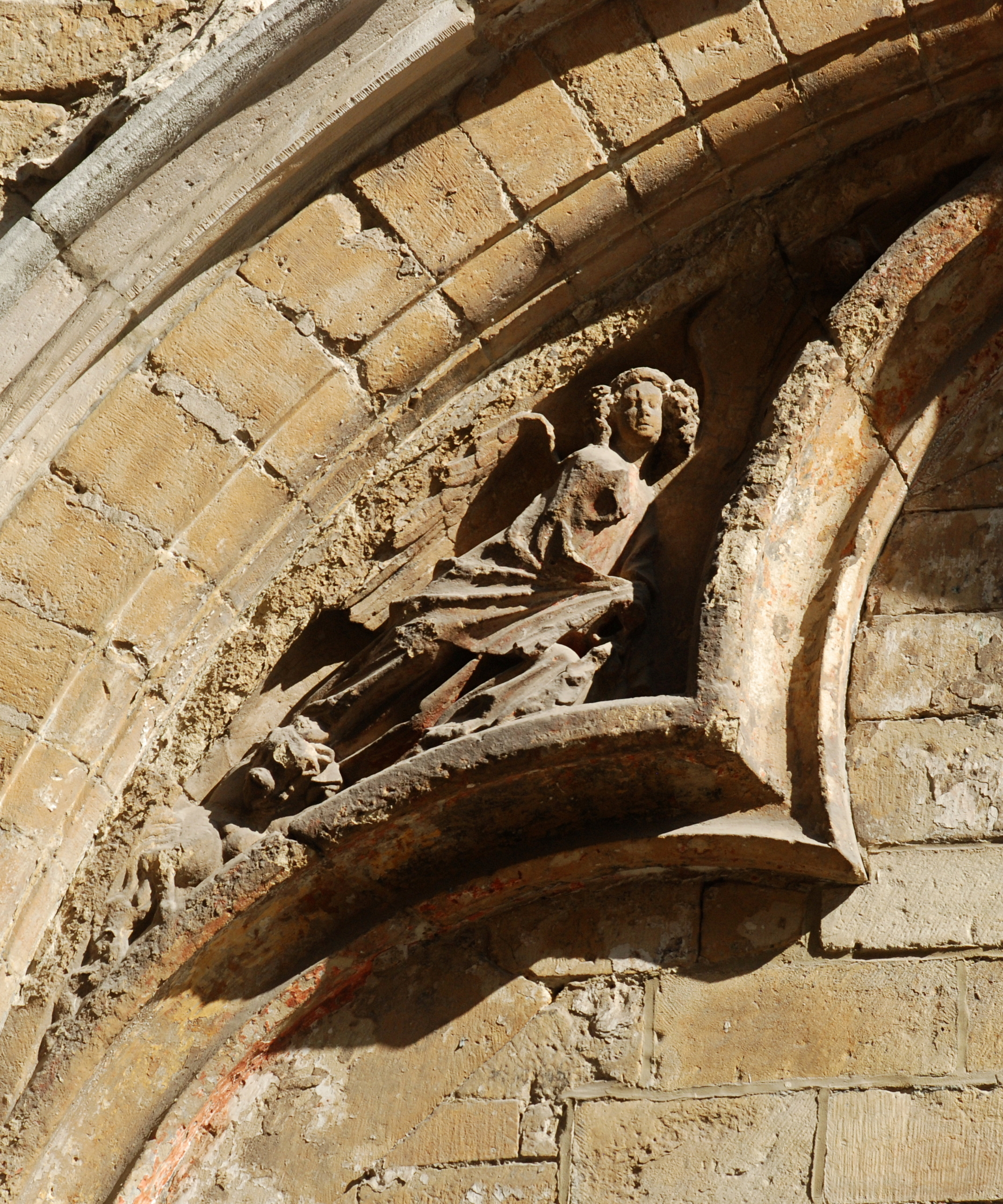
Écoinçon.
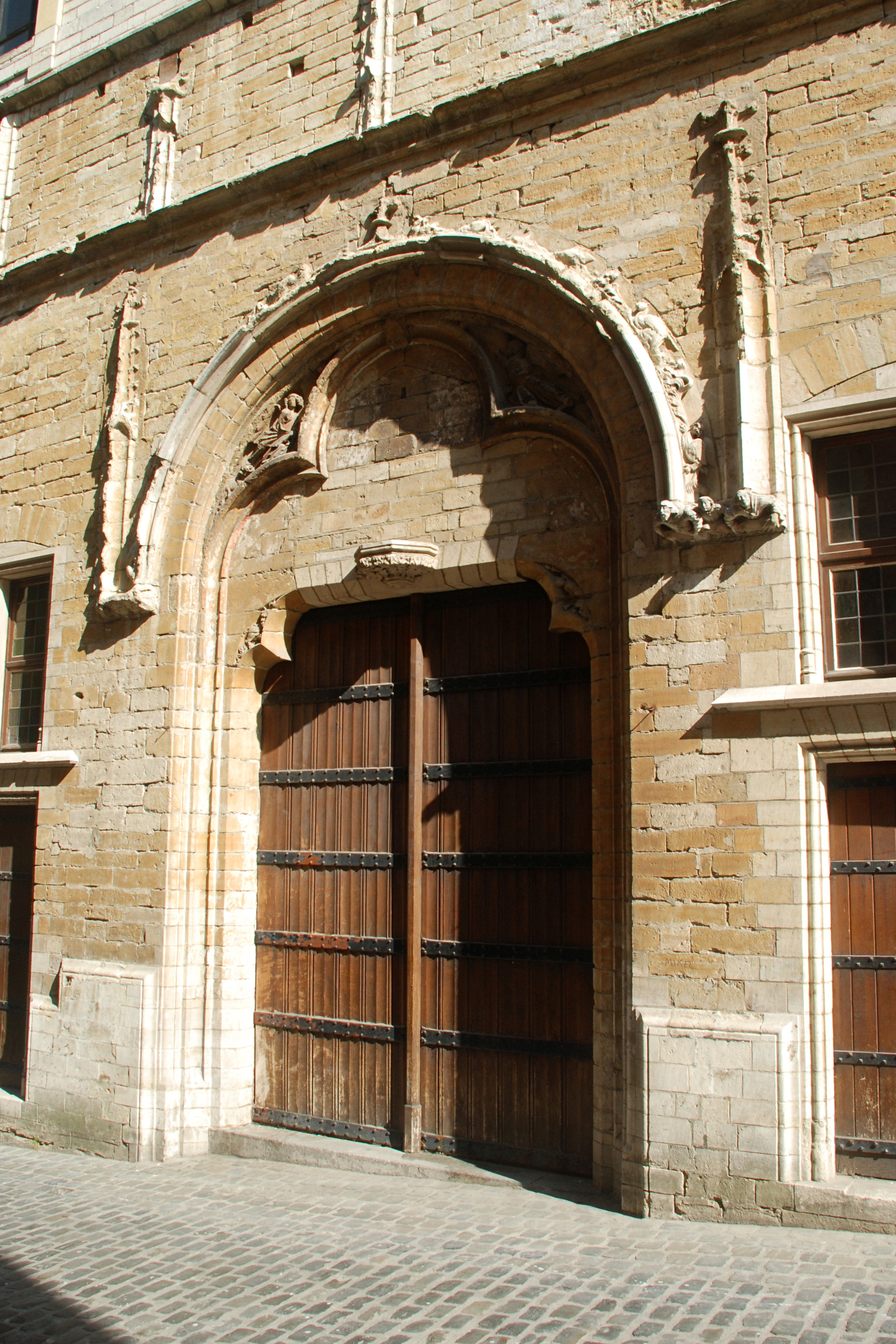
Porte de la façade sud.
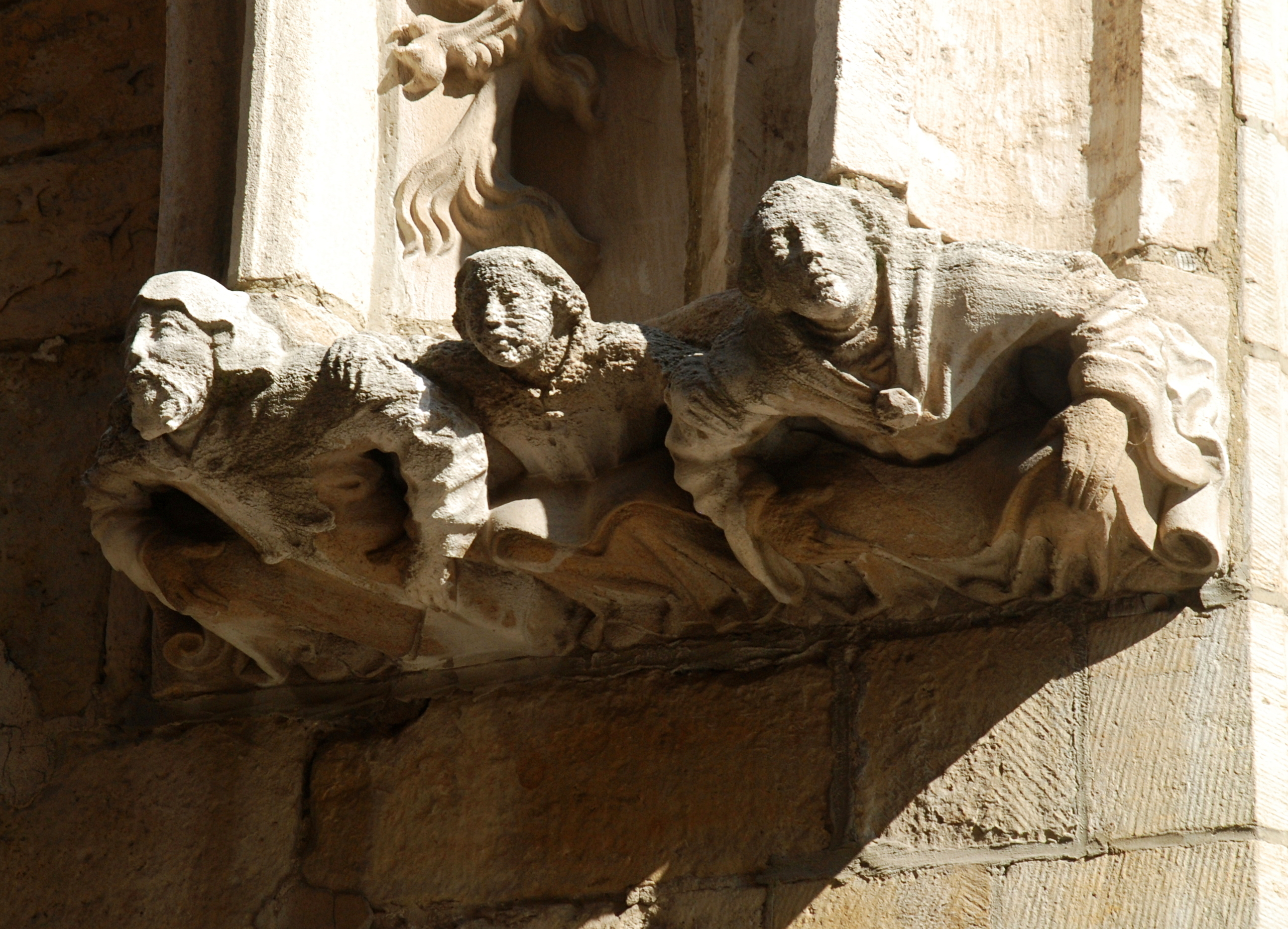
Cul-de-lampe historié.